# Vlagofficier

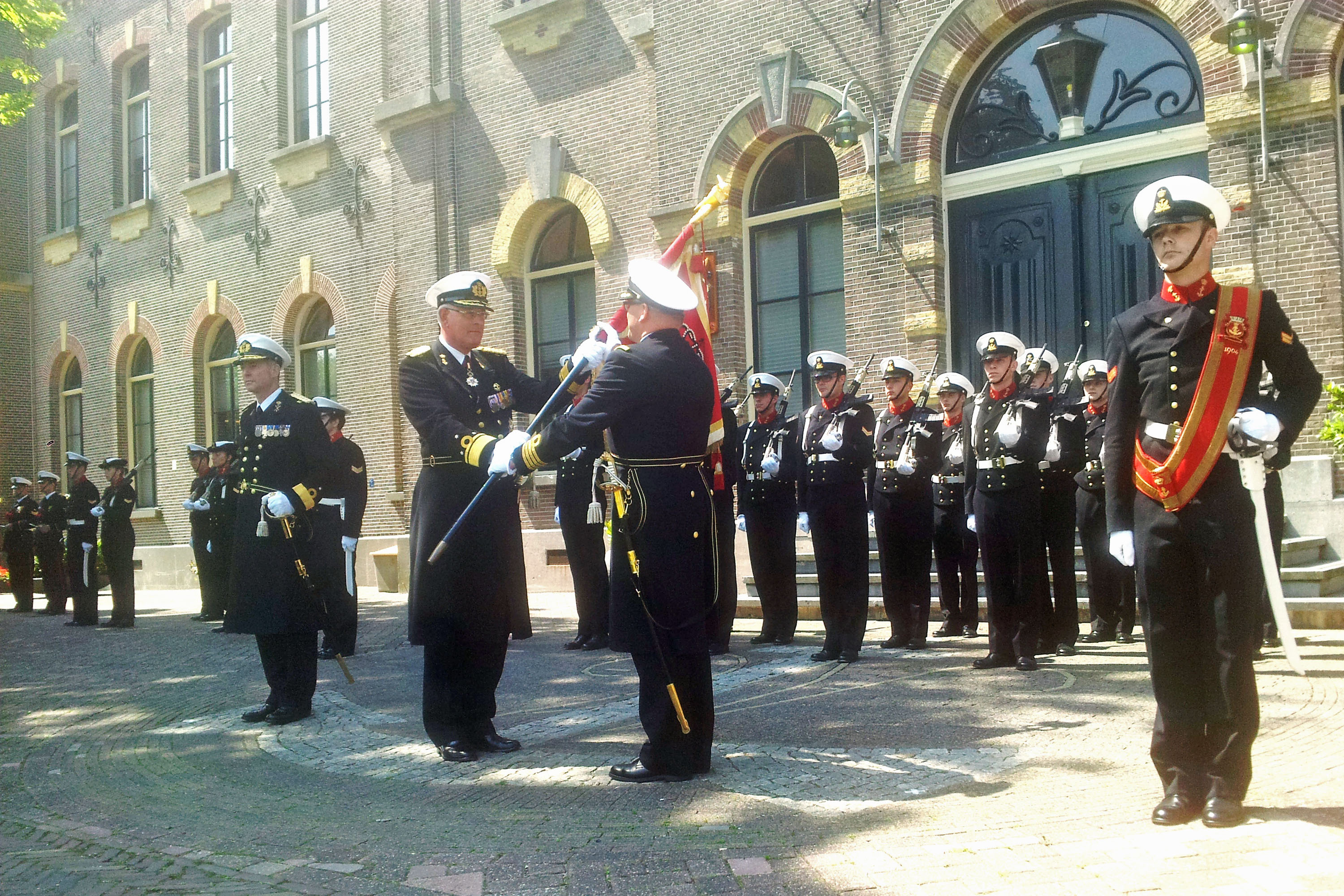
Scheidend vlagofficier draagt het commando opleidingen KIM over, Den Helder, 2013

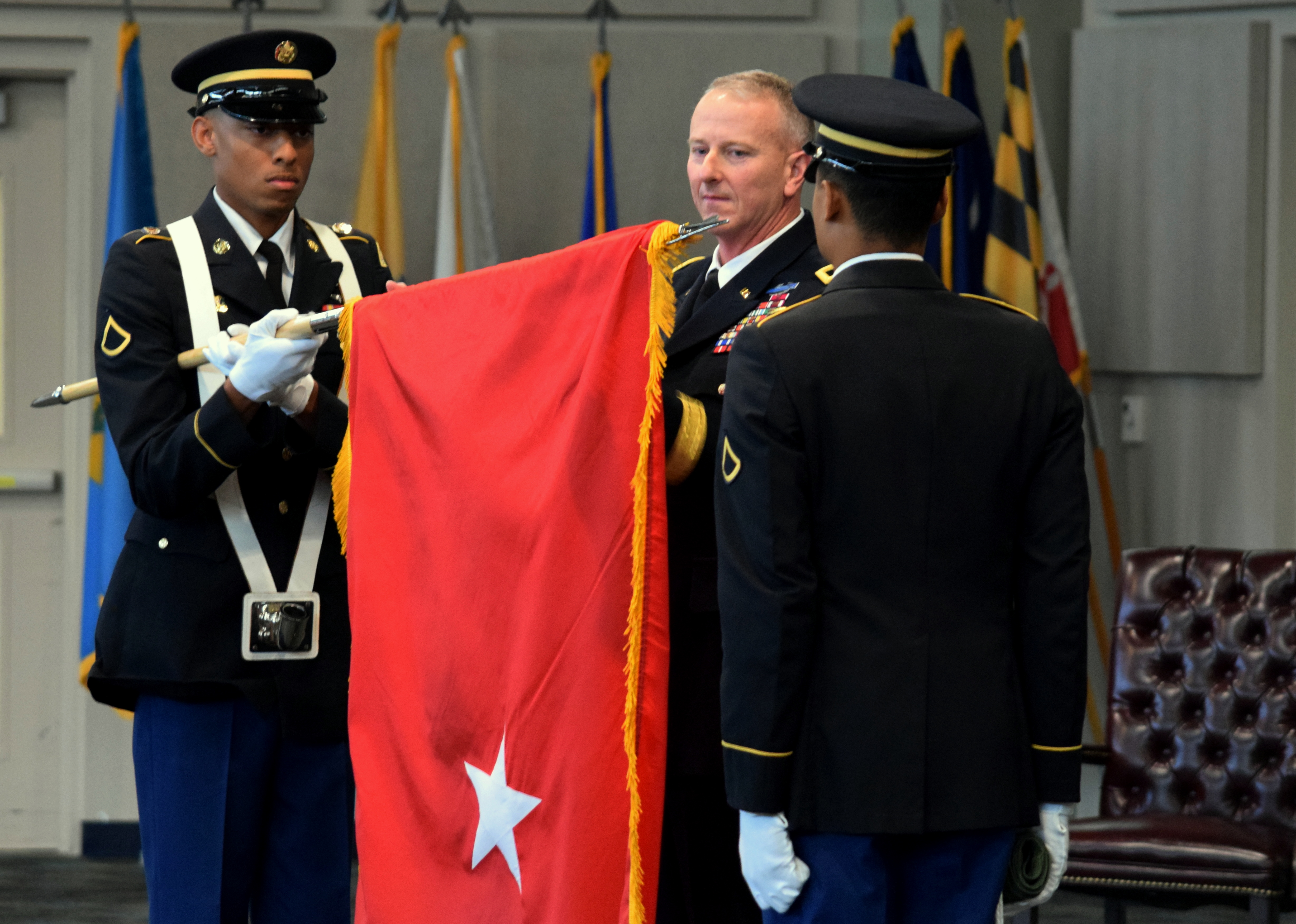
Ceremonie promotie tot flag officer, Clay National Guard Center, Marietta, Ga.

Een vlagofficier is bij de Koninklijke Marine de benaming voor de meest hooggeplaatste leidinggevende militairen. Vergelijkbare rangen worden bij landmacht en luchtmacht opperofficier genoemd. Veel andere landen kennen eenzelfde soort rang, sommige landen kennen hetzelfde begrip, maar de rang die erbij hoort is lager.
In de marine zijn admiraal, luitenant-admiraal, viceadmiraal, schout-bij-nacht en commandeur vlagofficieren. 
Bij de landmacht, luchtmacht en het Korps Mariniers zijn generaal, luitenant-generaal, generaal-majoor en brigadegeneraal of commodore vlag- of opperofficier.
Vlagofficieren zijn officieren met de bevoegdheid het bevel te voeren over een vloot of eskader. Al naargelang hun taak bij een militaire operatie, voeren hun schepen als herkenning een bijzondere vlag, de commandovlag of een onderscheidingsvlag. Deze vlag wordt in de mast van het schip gehesen waar ze aan boord zijn, dat ofwel vooraan vaart, ofwel in het midden van een groep schepen. Was de positie van het schip van de bevelhebbend officier in het midden, voer een vertegenwoordiger van de bevelhebber met een schip vooraan, de viceadmiraal. Er voer ook een schip met hoge officier aan het einde van de vloot, de rear-admiral in het Engels, in het Nederlands schout-bij-nacht. Alleen het schip met aan boord de bevelhebber, voerde de commandovlag. Het begrip werd, voor zover bekend, voor het eerst in deze zin gebruikt in 1665.
Net als bij middeleeuwse legers te land, die de titel bannerheer kenden voor de heer met commando over een eigen legereenheid die in de strijd een eigen vaandel voerde, kregen de officieren op een schip met commandovlag de benaming vlagofficier. 
Een schip waarop de bevelvoerend vlagofficier vaart, wordt vlaggenschip genoemd. Op een schip kan slechts één commando- of onderscheidingsvlag worden gehesen, namelijk die van de hoogst aanwezige officier. Andere vlaggen zoals seinvlaggen, landsvlag en geus doen hierbij niet ter zake. Het gaat in het woord vlaggenschip alleen om de commandovlag.

## In gebruik zijnde commandovlaggen bij de Nederlandse Marine

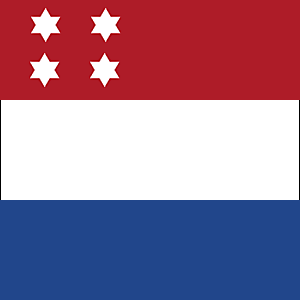
1:1 Luitenant-admiraal
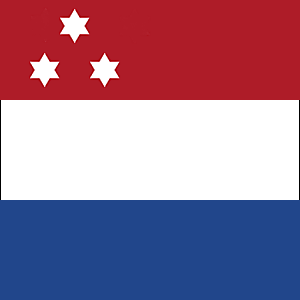
1:1 Viceadmiraal
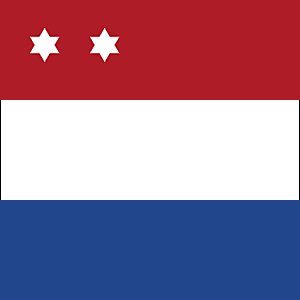
1:1 Schout-bij-nacht
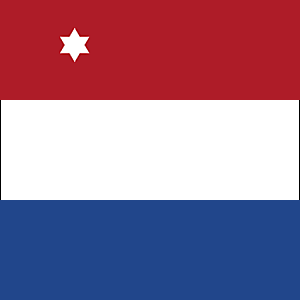
1:1 Commandeur
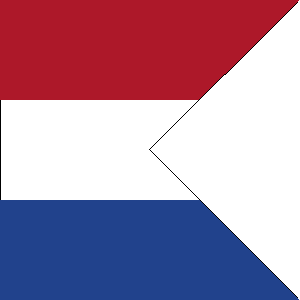
De "standaard" (voor een bevelvoerend kapitein-ter-zee)

## In gebruik zijnde onderscheidingsvlaggen bij de Nederlandse Marine

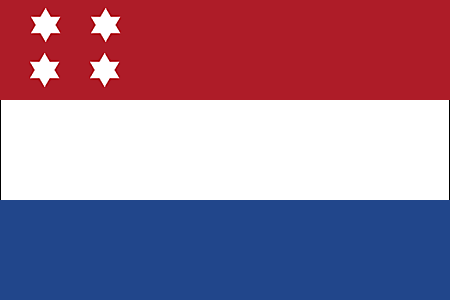
2:3 Luitenant-admiraal
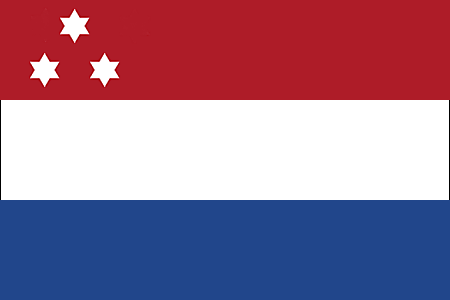
2:3 Viceadmiraal
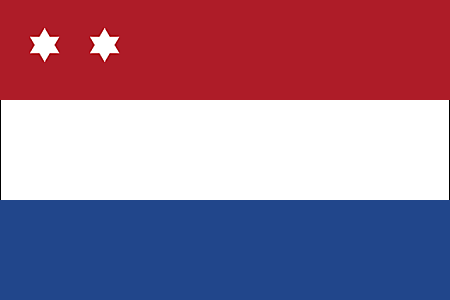
2:3 Schout-bij-nacht
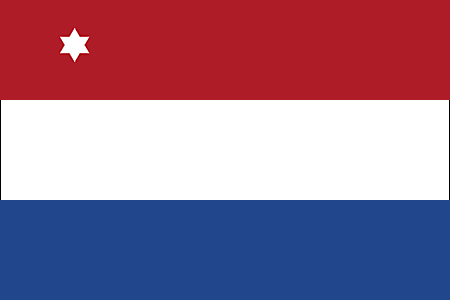
2:3 Commandeur